# Palazzo della Cassa di Risparmio (L'Aquila)
Il Palazzo della Cassa di Risparmio è un palazzo storico dell'Aquila, in origine sede della Cassa di Risparmio della provincia dell'Aquila e, dal 2013, sede della filiale aquilana della BPER Banca.

## Storia
La Cassa di Risparmio della provincia dell'Aquila venne fondata nel 1859 ― primo istituto di questo tipo nell'Italia meridionale ― divenendo attiva a partire dal 1862. 
Nel 1882 ne divenne direttore Alfonso Ciolina che lanciò immediatamente una sottoscrizione per l'edificazione di una sede monumentale in centro storico, in continuità con il Palazzo del Convitto già in fase di realizzazione; nel novembre dello stesso anno fu approvato l'esproprio dei fabbricati tra il corso, via Tre Marie e via dell'Acconcio (oggi via Teofilo Patini) mentre nel 1885 la Cassa di Risparmio ottenne la proprietà dell'area ed incaricò l'ingegnere Alessandro Vastarini Cresi di adeguare un precedente progetto dell'architetto Giulio De Angelis.
Negli anni Cinquanta del XX secolo il palazzo viene rinnovato con la chiusura del giardino d'inverno al piano terra e la realizzazione dell'elegante salone, su progetto dei fratelli Parboni Arquati, terminato nel 1952 e ancora oggi destinato a foyer della banca; al progetto strutturale della nuova copertura collaborò un giovanissimo Sergio Musmeci. Il palazzo venne poi rinnovato nuovamente tra il 1964 e il 1966.
Nel 2013 la Cassa di Risparmio, già facente parte del gruppo, viene inglobata nella BPER Banca, e la proprietà dello stabile passa alla banca emiliana. Dieci anni più tardi, nel 2023, il palazzo viene acquistato da Fondazione Carispaq.

## Descrizione
Il palazzo è situato nel centro storico dell'Aquila, lungo corso Vittorio Emanuele incorniciato tra il Palazzo del Convitto a nord e Palazzo Federici a sud; l'isolato è chiuso lateralmente da via Sallustio e via Tre Marie mentre sul lato occidentale confine con Palazzo Vittorini D'Amico. 
Presenta un impianto planimetrico a "C" con corte centrale e due blocchi scale sui volumi laterali, di cui quello a nord è di rappresentanza. Si sviluppa su quattro livelli, di cui il basamentale è caratterizzato da un monumentale porticato verso il corso che ingloba anche il piano dei soppalchi; al di sopra vi sono due piani per uffici.